# Antoni Campañà
Pour les articles homonymes, voir Campana (homonymie).
Antoni Campañà i Bandranas, né le 15 mars 1905 à Arbúcies et mort le 28 juin 1989 à Sant Cugat del Vallès, est un photographe catalan, connu pour son travail sur la guerre d'Espagne, riche de plus de cinq mille photographies restées cachées jusqu'à sa redécouverte en 2018 et conservées dans la fameuse Boîte rouge.

## Biographie
Il naît dans la ville d'Arbúcies le 15 mars 1905, puis grandit dans le quartier barcelonais de Sarrià.
Lors de son voyage de noces en Allemagne en 1933, il suit les cours du photographe Willy Zielke à l'Académie d'État de la photographie de Munich. Il réalise ses premières photographies dans la comarque d'Osona, en Catalogne. 
Il devient membre de l'Agrupació Fotogràfica de Catalunya où il rencontre les photographes Joaquim Pla Janini, Mey Rahola et Ramon Batlles. Il collabore notamment, en tant que photojournaliste, à La Vanguardia et au quotidien sportif Dicen, dont il est l'un des fondateurs.
Pendant la guerre d'Espagne, il est engagé par le commissariat à la propagande de la généralité de Catalogne, ainsi que par la Confédération nationale du travail (CNT), syndicat anarchiste. C'est pour le compte de ce dernier qu'il réalise une série de photographies représentant une jeune femme, Anita Garbín, debout, le point levé, sur une barricade, derrière un drapeau de la CNT. Devenue célèbre et symbolique de la lutte contre la franquisme, l'auteur de la photo, ainsi que la jeune femme photographiée demeureront anonymes bien après la guerre, jusque dans les années 2020. Il réalise pendant cette période plus 5 000 clichés, qu'il conserve dans son garage, dans un carton connu désormais sous le nom de La boîte rouge, titre d'un livre publié à Paris en 2020 aux éditions du Seuil. Trente ans après sa mort, sa famille redécouvre cette boîte et décidé de présenter son œuvre au grand public.

## Postérité
- En 2021, le musée national d'Art de Catalogne de Barcelone lui dédie une grande exposition[10], ainsi que le Musée mémorial de l'exil de La Jonquera : Le lendemain de la Retirada: Portbou, 1939[11].
- Le mémorial du camp de concentration d'Argelès-sur-Mer organise une exposition de son œuvre en 2022[12].
- Le Pavillon populaire[13], espace d'art photographique de la ville de Montpellier, lui consacre en 2023 une exposition intitulée Icônes cachées - Les images cachées de la guerre d'Espagne (1936-1939)[14].

## Ouvrages
- La boîte rouge [« La capsa vermella »]  (trad. du catalan), Paris, Seuil, 2020, 327 p. (ISBN 978-2-02-146028-5, OCLC 1225567383, BNF 46845702, SUDOC 250941384, présentation en ligne).
- Arnau Gonzàlez i Vilalta, Plàcid Garcia-Planas Marcet et Toni Monné Campañà, Antoni Campañà. Icônes cachées : Les images méconnues de la guerre d'Espagne (1936-1939), Paris, Éditions Hazan, 2023, 144 p. (ISBN 9782754113366).